# Makrill

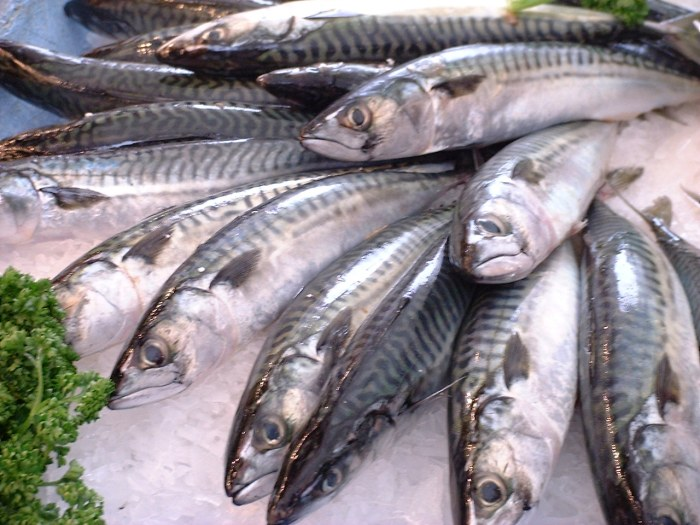
Makrill hos en fiskhandlare.

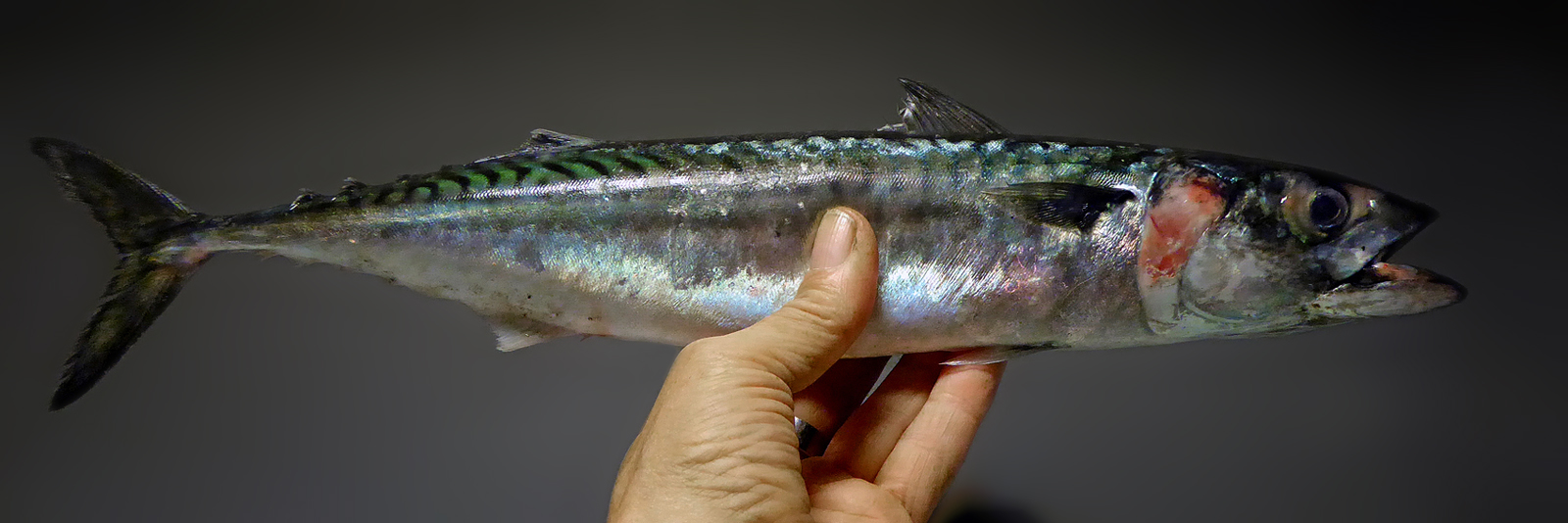
Makrill fångad i Öresund 11 dec 2017.

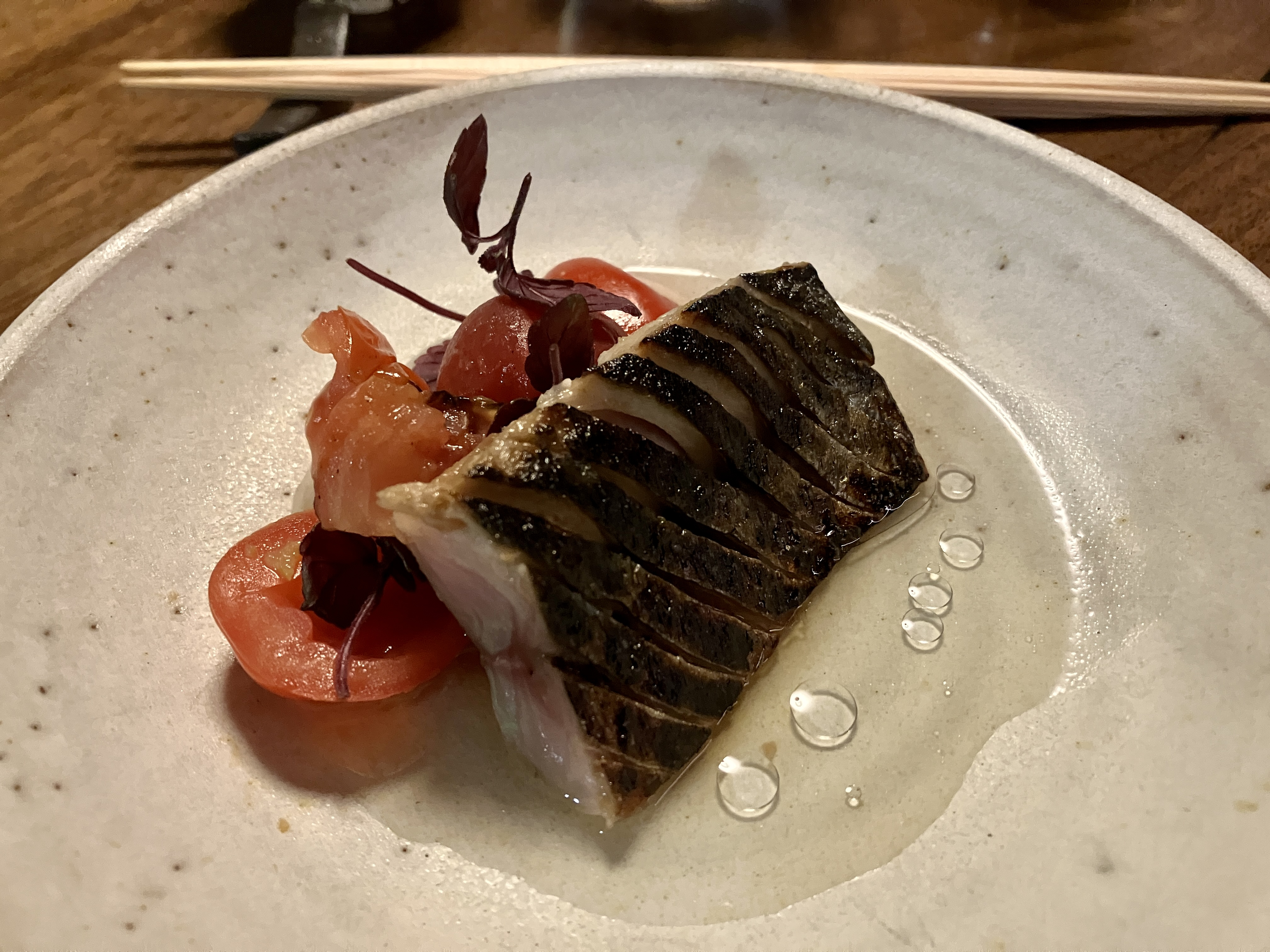
Inlagd och grillad makrill.

Makrill, även atlantisk makrill (Scomber scombrus) är en art i familjen makrillfiskar som blir 30 till 60 centimeter lång, kan väga upp till 3 kg och blir runt 20 år gammal. Den finns i stora delar av Atlanten med sidohav. Den är en omtyckt matfisk och fiskas i Sverige främst på västkusten; makrill är Bohusläns landskapsfisk.

## Utbredning och beskrivning
Makrillen finns i Atlanten vid Nordamerikas kust, i Nordsjön, i Medelhavet och i Svarta havet. Den gör regelbundna lek- och näringsvandringar. På vintrarna lever makrillen i Nordsjöns och Atlantens djupare vatten. Under april och maj vandrar den in i bland annat Skagerrak och Kattegatt för att leka. Efter leken stannar den kvar i dessa vatten för att på hösten vandra tillbaka till de djupare vattnen i Atlanten.  
Makrillen har små fjäll, två långt skilda ryggfenor samt fyra till fem bifenor bakom andra ryggfenan och analfenan. Ryggens svarta tvärband sträcker sig ned mot sidolinjen. Färgen övergår från den mörkgröna ryggen (även blå rygg förekommer) till ljusgrön mellan de svarta tvärfläckarna och därefter i en skiftning av pärlemor och guldglans till den rent vita buksidan. Den saknar simblåsa och kan därför dyka obehindrat. Makrillen äter huvudsakligen (djur)plankton, bland annat mindre kräftdjur, men också rom från andra fiskarter. Den äter även fiskyngel och mindre fiskar. Själv utgör makrillen ett eftersökt byte för många rovfiskar och andra djur som hämtar sin föda ur havet.

## Fortplantning och utveckling
Makrillen blir könsmogen vid 3–4 års ålder. Vid leken samlas de vid ytvattnet. Honan kan producera upp till 1 miljon ägg vilka läggs vid flera tillfällen under natten. Äggen är 0,9 till 1,4 mm och kläcks efter 5 till 7 dygn. Larverna vandrar med strömmarna i ett halvår då de blir aktiva. Efter 5 år har makrillen nått en längd på 35 cm.

## Betydelse som matfisk
Makrillen är en omtyckt matfisk. I Sverige fiskas den på västkusten, främst om vårarna och somrarna, både för att säljas och av sport- och fritidsfiskare. Vanliga redskap är dörj och fisknät. På Skaftölandet i Lysekils skärgård finns Makrillakademin, som årligen anordnar "Makrillens dag" den sista torsdagen i juli.

## Etymologi
Namnet makrill kommer från det nederländska mak(e)reel, av medelnederländska makereel eller macreel och möjligen ursprungligen av fornfranska maquerel ('makrill', 'kopplare'). Det franska ursprungsordet (maquereau i dagens franska) betydde både makrill och kopplare/kopplerska. Betydelseglidningen till fisksorten skulle bero på folktron att makrillarna visade honsillarna vägen till hansillarna.